# Lagoinha (Belo Horizonte)
Lagoinha é um bairro da região Noroeste de Belo Horizonte.

## Origem
A base de formação do bairro Lagoinha foram os migrantes da região central de MG e imigrantes italianos trazidos à época da construção da capital. Nascido fora dos limites planejados para a nova capital mineira, o bairro foi um dos primeiros de origem operária, e suas casas foram construídas em torno de pequenas lagoas onde hoje está erguido o Complexo Viário da Lagoinha. Antigamente a região era pantanosa e cercada por várias lagoas, o que possivelmente explica o nome dado ao bairro. Os imigrantes italianos e os migrantes viviam em perfeita harmonia e cooperação, formando uma comunidade que compartilhava o mesmo território rico em manifestações culturais mineiras e italianas. No bairro Lagoinha, ainda existem algumas famílias remanescentes dos operários ligados à Comissão Construtora. Durante muito tempo o local ficou conhecido como cantinho da velha Itália em Minas Gerais.

## Ligações Externas
- Dados gerais sobre a cidade de Belo Horizonte